# Amberre
Amberre é uma comuna francesa na região administrativa da Nova Aquitânia, no departamento de Vienne. Estende-se por uma área de 15,63 km². Em 2010 a comuna tinha 598 habitantes (densidade: 38,3 hab./km²).